# Итоговый турнир WTA 2011 (квалификация)

## Квалификация
Квалификация на этот турнир происходит по итогам чемпионской гонки WTA.

### Одиночный турнир

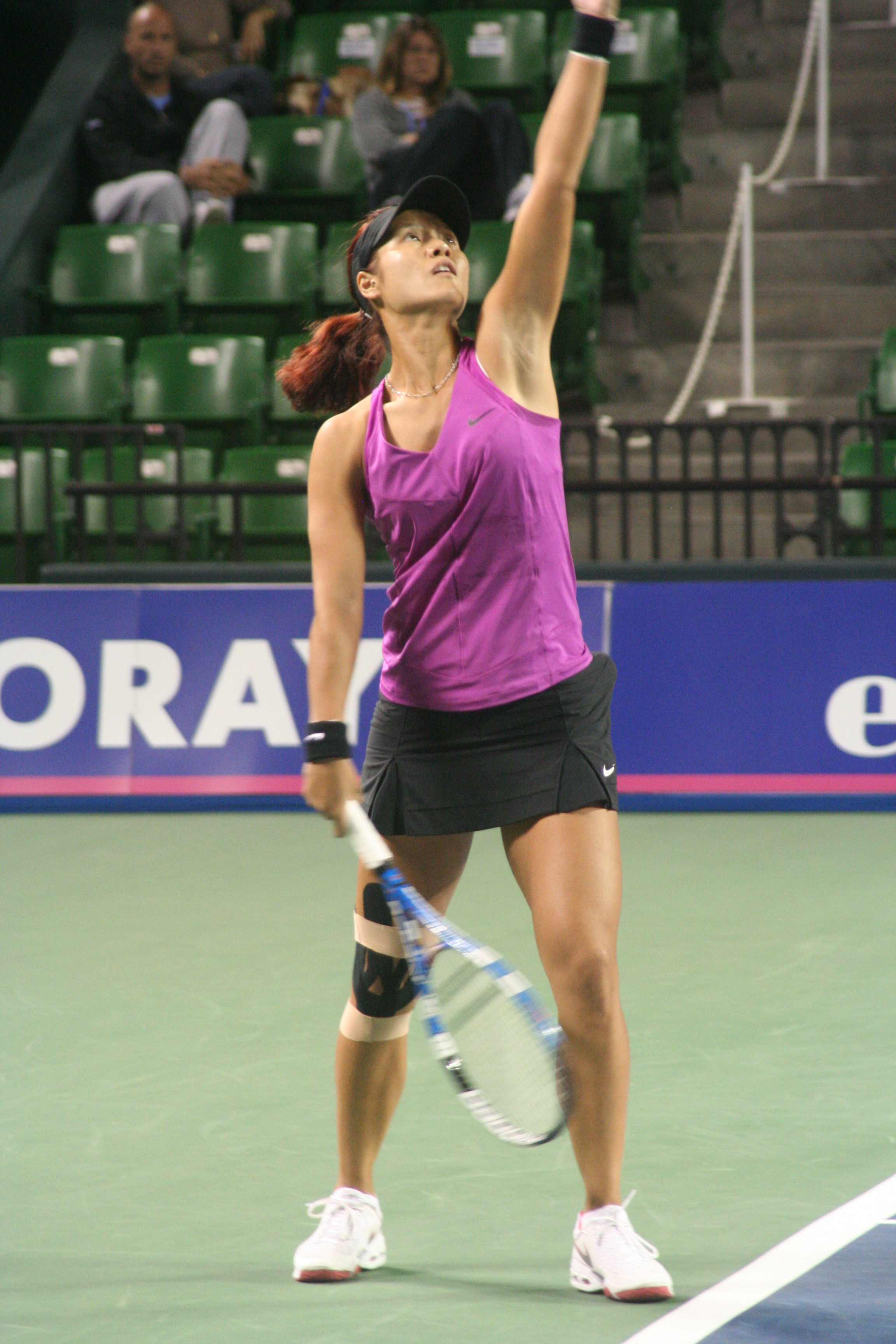
Дебютантка турнира — Ли На из Китая.

Золотистым цветом выделены теннисистки, отобравшиеся на Итоговый турнир года в Стамбуле. 
 Серебристым — запасные на турнире в Стамбуле. 
| Рейтинг Чемпионской гонки 2011 года. | Рейтинг Чемпионской гонки 2011 года. | Рейтинг Чемпионской гонки 2011 года. | Рейтинг Чемпионской гонки 2011 года. |
| #                                    | Теннисистка                          | Очки                                 | Турниры                              |
| ------------------------------------ | ------------------------------------ | ------------------------------------ | ------------------------------------ |
| 1                                    | Каролина Возняцки                    | 7395                                 | 21                                   |
| 2                                    | Мария Шарапова                       | 6370                                 | 14                                   |
| 3                                    | Петра Квитова                        | 5970                                 | 18                                   |
| 4                                    | Виктория Азаренко                    | 5750                                 | 20                                   |
| 5                                    | Ли На                                | 5351                                 | 17                                   |
| 6                                    | Вера Звонарёва                       | 5190                                 | 21                                   |
| 7                                    | Саманта Стосур                       | 5115                                 | 20                                   |
| 8                                    | Агнешка Радваньская                  | 4940                                 | 19                                   |
| 9                                    | Марион Бартоли                       | 4610                                 | 27                                   |
| 10                                   | Андреа Петкович                      | 4580                                 | 18                                   |

* — Все обязательные турниры в рейтинге учитываются как сыгранные.
* — В скобках указано фактическое количество сыгранных турниров (неофициальные данные).
В число участников одиночного турнира помимо 8 игроков основной сетки включают также двоих запасных.

### Парный турнир
| Рейтинг Чемпионской гонки 2011 года. | Рейтинг Чемпионской гонки 2011 года. | Рейтинг Чемпионской гонки 2011 года. | Рейтинг Чемпионской гонки 2011 года. |
| #                                    | Команда                              | Очки                                 | Турниры                              |
| ------------------------------------ | ------------------------------------ | ------------------------------------ | ------------------------------------ |
| 1                                    | Квета Пешке Катарина Среботник       | 9411                                 | 20                                   |
| 2                                    | Лизель Хубер Лиза Реймонд            | 6773                                 | 15                                   |
| 3                                    | Ярослава Шведова Ваня Кинг           | 6200                                 | 12                                   |
| 4                                    | Жисела Дулко Флавия Пеннетта         | 5776                                 | 14                                   |

## Участницы турнира

### Одиночный турнир
- Каролина Возняцки:
Первая ракетка мира по итогам прошлого сезона второй год весьма уверенно провела сезон в туре. Лишь на 1 неделю по ходу года соперницы смогли свергнуть её с вершины мирового рейтинга — в феврале сразу же после турнира в Париже это удалось бельгийке Ким Клейстерс. Залогом столь уверенного лидерства стала весьма результативно проведённая зимне-весенняя часть сезона, когда датчанка завоевала четыре титула и ещё дважды сыграла в финалах. US Open Series и осенняя азиатская серия были проведены достаточно слабо, но имевшийся гандикап удалось в большой степени сохранить.
Сезон на турнирах Большого шлема принёс Возняцки два полуфинала.

- Мария Шарапова:
Экс-1-я ракетка в сезоне-2011 постепенно вернулась к своим лучшим результатам. Отбор Марии на итоговый турнир в равной степени обязан успехам на европейских турнирах Большого шлема, где россиянка оба раза добралась до полуфинальной стадии, а также весьма удачным выступлениям на турнирах старших премьер-категорий в США, где Шарапова заработала полуфинал, финал и титул. Ещё одним значимым соревнованием, внёсшим вклад в квалификацию на стамбульские соревнования стал весенний грунтовый турнир в Риме, где Мария заработала свой второй в этом сезоне титул.

- Петра Квитова:
Чешка качественно улучшила собственные результаты за последний год. Петра по-прежнему играла весьма нестабильно, но два весьма результативных отрезка — в начале сезона и во время грунтово-травяного отрезка позволили ей набрать весьма неплохую сумму очков и не беспокоиться об отборе на Итоговый турнир.
Петра выиграла за сезон 5 турниров (в том числе Уимблдон и турнир Premier Mandatory в Мадриде). Другой отличительной чертой сезона стали матчи на зальных соревнованиях: чешка не проиграла там ни матча.

- Виктория Азаренко:
Виктория в этом году куда меньше, чем в сезоне-2010 страдала от проблем со здоровьем. Данный момент не мог не сказаться на результатах.
Белорусская спортсменка весьма результативно сыграла на всех турнирах, где смогла выйти на корт: на её счету три титула (в том числе в Майами), 1 финал (в Мадриде), три полуфинала (в Токио, Торонто и на Уимблдоне), а также несколько четвертьфиналов. Сумма очков могла быть ещё больше, однако очередные проблемы со здоровьем не позволили сыгран обязательный для рейтинга турнир категории Premier 5 в Цинциннати.

- Ли На:
Китаянка провела весьма неоднозначный сезон. Множественные смены тренеров в совокупности со значительными колебаниями спортивной формы привели её к нескольким удачным отрезкам сезона, где была набрана слишком большая сумма очков, чтобы её мог кто-то лишить места на итоговом чемпионате.
Первый отрезок состоял из двух турниров (в Сиднее и на Australian Open). где На выигрывала один матч за другим у любых соперниц. Китаянка отыгрывалась с почти любого безнадёжного счёта и побеждала. Финальная точка была поставлена в Мельбурне: ведя в финале турнира Большого шлема против Ким Клейстерс по сетам китаянка в итоге упустила титул. После этой неудачи последовал значительный спад в результатах, смена тренера. Только к началу грунтовых турниров старших премьер категорий Ли смогла вернуться на свой пиковый уровень: полуфиналы на турнирах в Мадриде, Риме, а также последовавший за этим титул на Roland Garros вознесли её на четвёртую строчку рейтинга. После успеха во Франции последовал затяжной спад результатов, прерванный только небольшим успехом в Нью-Хэйвене. Однако следом за ним последовал вылет очередной неудачный турнир: был прерван контракт с тренером Микаэлем Мортенсеном и результаты вновь вернулись на прежний неудовлетворительный уровень.

- Вера Звонарёва:
После весьма сильного и стабильного по результатам сезона-2010, новый год россиянка провела слабее: Звонарёва продолжала довольно регулярно доходить до решающих стадий крупных турниров, однако на турнирах Большого шлема, где россиянка годом ранее заработала два финала, на этот раз удалось добыть лишь полуфинал и четвертьфинал. Среди других высших достижений сезона, существенно повлиявших на квалификацию, выделяются полуфинал на турнире в Майами и финал на соревнованиях в Токио.

- Саманта Стосур:
Австралийка весьма слабо провела отрезок сезона до US Open Series и, в какой-то момент, выпала из Top10 рейтинга и весьма существенно отставала от лидеров чемпионской гонки. Однако удачно проведённая североамериканская серия, где Стосур заработала четвертьфинал на соревнованиях в Цинциннати, финал в Торонто и титул на US Open (1-й титул на одиночных турнирах Большого шлема в карьере), позволили отыграть всё упущенное и весьма комфортно квалифицироваться на стамбульские соревнования.

- Агнешка Радваньская:
Польская спортсменка завершила прошлый сезон заранее из-за серьёзных проблем со здоровьем.[1] Сроки начала нового сезона длительное время были непонятны, однако Агнешка смогла подготовить себя к Australian Open, где набирая по ходу турнира спортивную форму добралась до четвертьфинала. В дальнейшем Радваньская выступала достаточно стабильно, но не на столько, чтобы претендовать на что-то большее чем место в Top20 чемпионской гонки.
Многое изменилось после Уимблдона, когда полька стала более тесно работать с тренером национальной сборной Томашем Викторовски. Агнешка постепенно улучшала результаты, завоевала первый за три года титул в Карлсбаде, однако обострившиеся проблемы с плечом и спиной не позволили сыграть турнир категории Premier 5 в Цинциннати и в должной степени подготовиться к US Open. Впрочем к соревнованиям в Азии все проблемы со здоровьем были максимально решены и Радваньская выдала две самые лучшие недели в своей карьере — выиграв подряд около десятка матчей польская теннисистка завоевала два престижных титула в Токио и Пекине. Также была почти обеспечена себе квалификация на итоговый турнир. Формальности в этом вопросе были решены непосредственно накануне стамбульских соревнований: оба конкурента Агнешки один за другим выбыли из борьбы из-за проблем с собственным здоровьем.

### Парный турнир

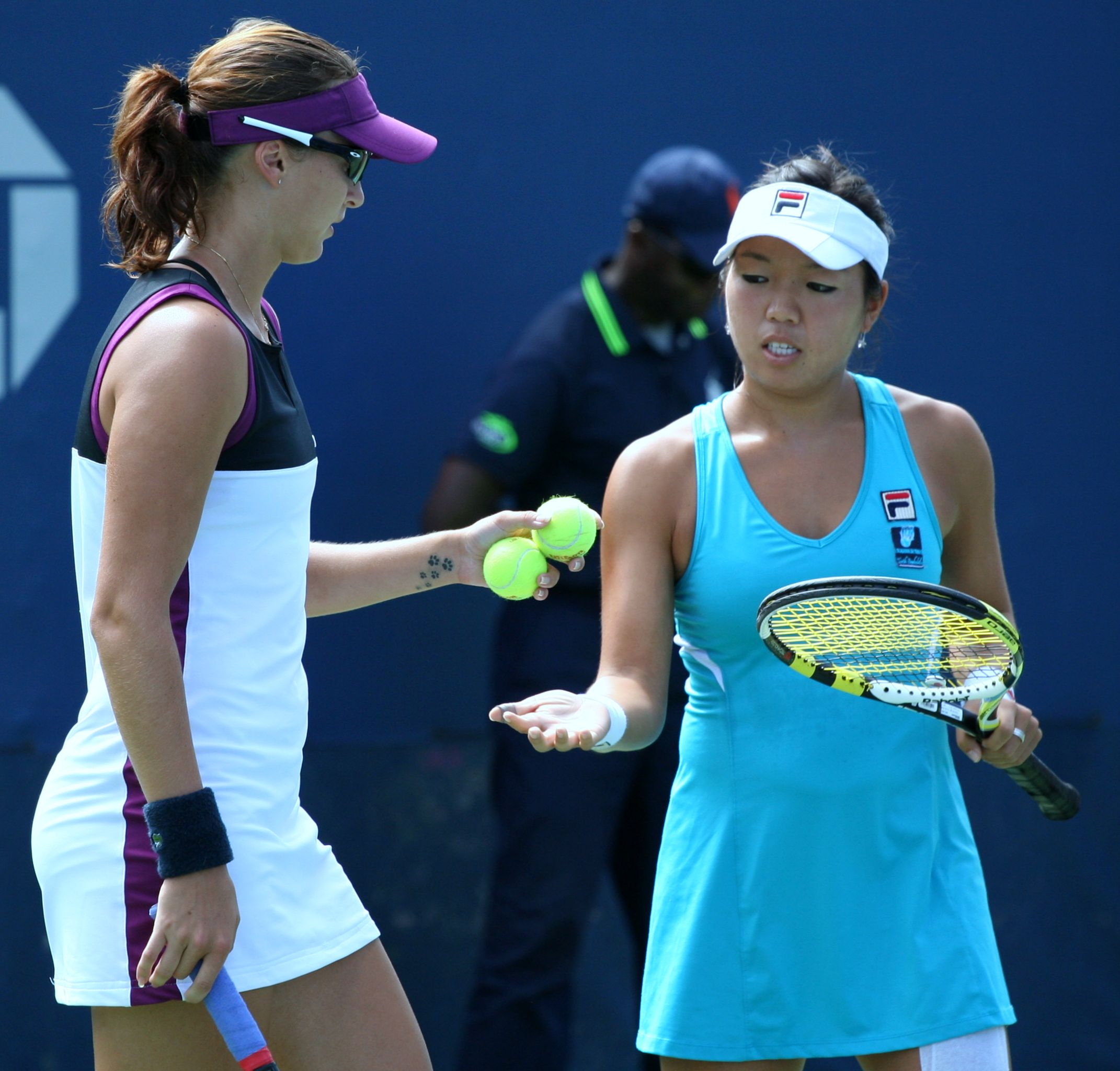
Третья пара чемпионской гонки — Ярослава Шведова и Ваня Кинг.

- Катарина Среботник / Квета Пешке:
Квета с Катариной, второй год играя вместе, смогли улучшить свои результаты. Чешка со словенкой, как и в прошлом году, достаточно регулярно доходили до финалов соревнований любого уровня, однако в сезоне-2011 они прибавили в качестве, уступая в этих играх всё реже.
По ходу травяного сезона, воспользовавшись осечками конкуренток, Среботник и Пешке, за счёт выигрыша двух самых престижных соревнований на этом покрытии, смогли возглавить рейтинг. Впрочем, в дальнейшем, улучшавшая свои результаты в паре с новой партнёршей Лизель Хубер смогла обойти их.

- Лиза Реймонд / Лизель Хубер:
Дуэт возрастных американок сформировался достаточно поздно — лишь со стартом грунтового сезона — и первое время был очень не стабилен и крайне редко побеждал. Качественное улучшение произошло на Roland Garroos: американки окончательно сыгрались, став одной из серьёзных сил в парном теннисе. Многочисленные полуфиналы, финалы и титулы (в том числе US Open) позволили Хубер в сентябре возглавить рейтинг. Слабость и нестабильность соперников позволили американкам к итоговому турниру на второй строчке чемпионской гонки.

- Ярослава Шведова / Ваня Кинг:
Интернациональный дуэт, как и Хубер с Реймонд, также начал сезон достаточно поздно. Причиной этого стала травма Ярославы, выбившая её из строя на продолжительный срок. Начав играть вместе в Индиан-Уэллсе, девушки постепенно набирали очки и двигались вверх по зачёту чемпионской гонки. Решающий рывок был сделан начиная с US Open, когда Ваня с Ярославой стали всё чаще доходить до решающих стадий турниров, а прямые конкуренты один за другим выбывали из соревнований из-за разнообразных проблем со здоровьем.

- Флавия Пеннетта / Жисела Дулко:
Начинавшая год лидером рейтинга интернациональная пара смогла добавить к своему статусу и титул чемпионок турнира Большого шлема, победив в Мельбурне. В дальнейшем, из-за разнообразных проблем со здоровьем то у Флавии, то у Жиселы, девушки утратили прежнюю стабильность. Отобраться на стамбульские соревнования им позволил рывок на азиатских соревнованиях, где в Токио и Пекине девушки добились двух финалов.